# Правило правої руки

У математиці та фізиці, правило правої руки (англ. right-hand rule) — умовність і мнемоніка, що використовується для визначення орієнтації осей у тривимірному просторі та визначення напрямку добутку двох векторів, а також для встановлення напрямку сили на провідник зі струмом у магнітному полі, та дозволяє визначити напрям силових ліній магнітного поля навколо провідника зі струмом.
Якщо обхопити правою рукою провідник таким чином, щоб великий палець вказував напрям струму в ньому, то решта пальців вказуватиме напрям вектора магнітної індукції. Таким чином, можна застосовувати це правило на практиці, виконуючи певні завдання на знаходження вектора магнітної індукції та силових ліній у магнітній індукції вектора магнітної індукції.

## Права декартова прямокутна система координат

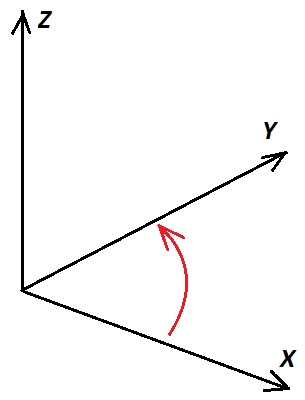
Права декартова прямокутна система координат

У прямокутній системі координат осі взаємно перпендикулярні. Поворот від осі Ox до осі Oy відбувається в напрямку проти годинникової стрілки, якщо дивитися на площину Oxy з будь-якої точки позитивної півосі Oz (позитивна сторона площини Oxy).
Якщо не обумовлено протилежне, завжди застосовується права декартова прямокутна система координат.

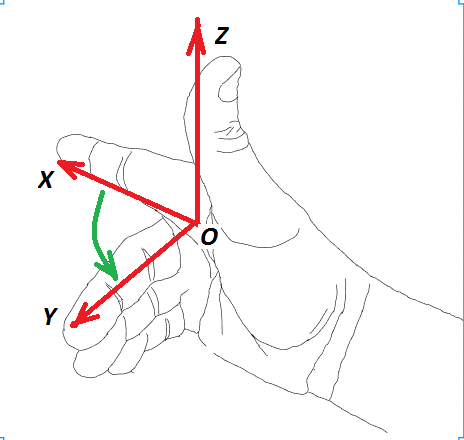
Правило правої руки.

Спрямуйте великий палець правої руки вздовж позитивного напрямку осі Oz, а вказівний палець - уздовж осі Ox, потім відхиліть пальці, що залишилися, перпендикулярно до долоні. Це буде напрямок осі Oy. Якщо дивитися з боку великого пальця, то поворот від вказівного пальця до середнього буде проти годинникової стрілки.